# Свиридов, Руслан Валентинович
Русла́н Валенти́нович Свири́дов (родился 18 января 1973, Тамбов) — русский пианист, педагог.

## Биография
В 1987—1991 обучался в Тамбовском музыкальном училище им. С. В. Рахманинова в классе известного педагога Н. М. Колпаковой. В 1991—1998 обучался в Московской государственной консерватории им. П. И. Чайковского и Аспирантуре в классе выдающегося музыканта Профессора В. К. Мержанова (фортепиано), закончив её с отличием.
Побеждал на многих фортепианный конкурсах в России. Мировая известность пришла к пианисту, когда он в 1994 выиграл Grand Prix и первую премию на Международном Музыкальном конкурсе в г. Тортона (Италия). В 1995 году стал призёром на Международном Фортепианном конкурсе в г. Кингсвилл (Техас, США) и нескольких конкурсах в Италии.
Получив широкую известность среди любителей классической музыки, Свиридов концертирует в России, Европе и США. Его записи отражают обширный репертуар пианиста. В 1996 году, вместе с женой, Ириной Хованской, формирует «Piano Synergy Duo». Дуэт уже выпустил два компакт-диска.
С 1998 года Свиридов жил в Сан-Антонио (Техас), США, где преподавал в Техасском университете. В настоящее время живёт в Торонто (Канада).